# Салливан, Пэт (хоккеист на траве)
Уильям Патрик (Пэт) Салливан (англ. William Patrick (Pat) Sullivan; 30 августа 1909, Лонавала, Британская Индия — 1981, Брент, Большой Лондон) — индийский хоккеист на траве, нападающий. Олимпийский чемпион 1932 года.

## Биография
Пэт Салливан родился 30 августа 1909 года в городе Лонавала в Британской Индии (сейчас в Индии).
Работал машинистом на Центральной-Индийской железной дороге, играл в хоккей на траве за её команду.
В 1932 году вошёл в состав сборной Индии по хоккею на траве на летних Олимпийских играх в Лос-Анджелесе и завоевал золотую медаль. Играл на позиции нападающего, провёл 1 матч, мячей не забивал.
Позже переехал в Великобританию, жил в Лондоне.
Умер в 1981 году в лондонском боро Брент.